# Significat pressuposat
El significat pressuposat o significat de combinació és un dels quatre tipus de significat de caràcter lèxic, segons el lingüista D. Alan Cruse (1986). Es tractaria d'un significat que emana de les restriccions imposades per la coocurrència. Principalment en el cas de restriccions seleccionals i restriccions col·locacionals.

## Definició i tipus
El significat pressuposat procedeix de certs tipus de restriccions imposades per la coocurrència. És a dir: restriccions pel que fa a mots, expressions i enunciats que tenim l'expectativa de veure abans o després d'una unitat lèxica en concret. Aquestes restriccions es divideixen en dues categories:

### Les restriccions seleccionals
Constitueixen una funció del significat proposicional d'un mot. Un mot com "simpàtic" sembla que ha d'anar precedit d'algun tipus de subjecte humà, mentre que un de no animat o abstracte segurament precedirà al terme "hepàtic". Si bé en casos de llenguatge figurat se'n poden violar les convencions lliurement, aquest no és el cas en la major part d'actes comunicatius, en els quals s'observa la norma implícita.

### Les restriccions col·locacionals
Existeixen restriccions arbitràries pel que fa a les seves propietats semàntiques que no tenen per què seguir una lògica pel que fa al significat proposicional d'un mot, coneguts com a col·locacions. En català diem "prendre una decisió", mentre que en anglès la fórmula és "to make a decision" (fer). Aquests emparellaments són arbitraris i, per tant, tendeixen a exhibir més varietat entre llengües que la categoria anterior.
No totes, però, les col·locacions tenen el mateix nivell de restricció. M. Àngels Martínez Salom destaca que en la mateixa teoria de Cruse (1986) es diferencia diversos tipus de restricció col·locacional d'acord amb la intensitat amb què hom pot identificar els trets semàntics obligatoris. En aquelles afectades per restriccions sistemàtiques, el tipus de combinacions és previsible i es defineix en funció de certes característiques semàntiques. D'altra banda, existeixen col·locacions que restringeixen de manera idiosincràtica, en què es impossible definir què hi ha de comú pel que fa als elements semàntics d'ambdós col·locatius possibles, ja que no es percep cap motivació semàntica en els col·locatius combinables amb una unitat determinada i no una altra.